# Iserloy
Iserloy ist ein Ortsteil der Gemeinde Dötlingen im niedersächsischen Landkreis Oldenburg im Naturpark Wildeshauser Geest.
Der etwa viereinhalb Kilometer östlich vom Ortskern Dötlingens gelegene Ortsteil hatte im August 2022 29 Einwohner. Zur Bauerschaft Iserloy gehört der Ortsteil Busch und die Einzelgehöfte in Langewand und Zum Holz.
In Iserloy gibt es ein Melkhus, ein Swingolf-Platz und im Sommer ein Maislabyrinth.